# Please Please Me (노래)
〈Please Please Me〉는 영국에서 발매된 비틀즈의 두 번째 싱글에 수록된, 그리고 미국에서 처음으로 출시된 비틀즈 노래다. 이 싱글의 성공으로 자금이 확보돼 데뷔 앨범 《Please Please Me》의 타이틀 곡으로 선정되었다. 존 레논이 원래 작곡한 것이지만, 최종적인 형태는 조지 마틴의 영향 아래 완성되었다. 존 레논은 말한다. "〈Please Please Me〉는 완전한 제 곡입니다. 로이 오비슨의 곡처럼 써본 시도인데, 믿겨지나요? 이모가 계시던 멘러브 애비뉴에 있던 제 집의 침실에서 썼습니다.
싱글은 영국에서 1963년 1월 11일 출시되었고 《뉴 뮤지컬 익스프레스》는 이 노래가 "진정 유쾌한 곡으로 비트와 활기, 생명력으로 가득 찼으며 무엇보다 참신하다"고 선언했다. 그러나 〈Please Please Me〉가 실제 비틀즈의 첫 1위 곡이냐를 두고는 아직까지 논쟁이 계속되고 있다. 《뉴 뮤지컬 익스프레스》, 《멜로디 메이커》, 《디스크》 차트에서 1위를 차지했지만 업계 전문지 《레코드 리테일러》에서는 2위에 그쳤다. 1위는 프랭크 아이 필드의 〈The Wayward Wind〉가 차지했다. 《레코드 리테일러》는 1963년 1월부터 독자적으로 톱 50을 집계하기 시작했으며 당시 이것은 음반업체의 공식 차트로 받아들여졌다.
이 곡이 넘버원이든 아니든 비틀즈는 실버 디스크를 받았고 조지 마틴은 1963년 4월 5일 런던 맨체스터 스퀘어의 EMI 본사에서 멤버들에게 이 상을 건냈다. 이후 비틀즈의 컴필레이션 음반 《1》에 담겨 출시돼 영국 싱글 차트에 다시금 오른다. 미국에서는 〈Ask Me Why〉를 B면에 담아 출시된 초기 싱글은 큰 반향을 부르지 못했으나 1964년 1월 3일 재판된 싱글(이 버전은 B면에 〈From Me to You〉 수록)은 빌보드 핫 100에 올랐다.

## 작곡
비틀즈는 〈Love Me Do〉로 무던한 성공을 완수하지만, 리버풀과 함부르크를 제외하면 아직 무명인 상태였다. 비틀즈가 함부르크의 마지막 시즌을 시작하던 무렵 〈Love Me Do〉가 영국 차트에 진입하고, 때문에 그들은 자신의 고향을 무대로 활동하는 것이 힘들어졌다. 그들의 프로듀서 조지 마틴은 이것이 좋은 조짐임을 깨닫고 두 번째 싱글을 준비하기로 했다.
존 레논은 〈Please Please Me〉를 블루스조에다 낮은 박자의 곡으로 만들고 싶어했다. 레논은 말한다. "그것을 작곡하던 날이 기억나네요. 저는 로이 오비슨이 〈Only the Lonely〉나, 다른 곡을 연주하던 걸 듣고 있었고, 저는 항상 빙 크로스비의 노래의 한 구절 'Please lend a little ear to my pleas'이 크게 와 닿았습니다. 저는 'please'를 두 번 사용했어요. 그래서 로이 오비슨과 빙 크로스비의 융합이라고도 할 수 있죠." 조지 마틴은 곡의 오리지널 버전이 "너무 우울"하며 또한 너무 느려 밴드가 갈망하는 거대 히트와는 거리가 있다고 느꼈다. 마틴은 그들의 데뷔 싱글 〈Love Me Do〉 대신에 내보내려고 크게 염두에 둔 〈How Do You Do It?〉를 출시하는 것을 고려했다고 말한다. "저는 그들이 초기 녹음한 〈How Do You Do It?〉를 출시해야 할지 고민했습니다."
비틀즈는 자신들의 창작곡만을 녹음하는 것이 낫다고 주장했다. 매카트니는 말한다. "우리 그룹 모두는 〈How Do You Do It?〉를 원치 않았습니다." 링고는 말한다. "전 우리 모두가 굳게 믿고 있던 하나의 신념이 기억납니다. '우리는 자기 곡들을 쓰고 그것들을 녹음할 거야'" 조지 마틴은 그들의 결심에 따르기로 하지만, 훗날 이렇게 말하기도 했다. "저는 그들이 〈Please Please Me〉의 다른 버전을 들려주지 않았다면 〈How Do You Do It?〉를 출시했을 겁니다."

## 녹음
조지 마틴은 자신이 곡을 〈Love Me Do〉의 재세션이 있었던 9월 11일 처음 들었다고 주장한다. 링고 스타가 《비틀즈 앤솔로지》에서 밝혔다. "9월, 저는 몇몇 트랙의 작업을 위해 조지 마틴을 처음 방문했습니다. 그러다 〈Please Please Me〉까지 작업하게 되었죠. 기억이 생생한데, 왜냐면 저는 한 손으로는 베이스 드럼을, 다른 한 손에는 마라카스를 연주했거든요." 이어 존 레논이 같은 책에서 말한다. "우리는 〈Love Me Do〉로 30위권 안에 진입했습니다. 그때 우리는 세상의 정상에 있다는 느낌을 받았어요. 그러다 〈Please Please Me〉가 나왔는데, 세상에! 우리는 최대한 단순하게 만드려고 했습니다. 일부는 우리가 이전에 써둔 것이었는데 좀 특이했죠. 아무튼 이를 히트할 만한 곡으로 만드는데 목표를 잡았습니다. ... 우리는 〈Love Me Do〉의 B면으로 내보내는 것은 거의 포기했어요. 〈Love Me Do〉을 제작하느라 밤을 꼬박 세워 심신이 지쳤거든요. 몇 차례 더 검토하고 우리는 〈Please Please Me〉의 뒷면에 실으면 어떠냐고 제안했죠. 녹음 매니저 조지 마틴은 우리 편곡이 지나치게 복잡하다고 생각해 더 단순하게 가자고 했습니다. 우리는 정말 지칠 때까지 작업했지만, 의도한 곡을 얻어내지 못했습니다. 우리는 자신들의 작품에 대해서는 공을 들였고, 또 서두르고 싶지 않았죠."
조지 마틴이 자신의 견해를 말한다. "〈Please Please Me〉는 굉장히 음울한 곡이었어요. 로이 오비슨의 넘버처럼 아주 느리고 블루스적인 보컬이 있고, 생기가 없다는 것은 자명했죠. 저는 그들에게 다음 번에 곡을 가져와 그때 작업해보자고 말했습니다." 그는 비틀즈에게 박자를 빠르게 하는 것 등의 큰 변화를 주는 것이 어떻겠냐고 제안했다. 그렇게 1962년 11월 26일 다시 스튜디오에 모인 그들은 크게 고친 편곡을 가져왔다. 그리고 18테이크를 녹음한 뒤 조지 마틴은 즉시 이들에게 첫 히트곡이 탄생했다고 예언했다. 폴 매카트니가 《앤솔로지》에서 말했다. "우리는 노래를 불렀고, 조지 마틴이 말했어요. '박자를 바꾸는 게 어떨까?' 우리는 말했죠. '그게 뭔데요?' 그가 말하기를, '좀 더 빠르게 하자는 거야. 내가 보여줄게.' 그리고 그는 그렇게 했죠. 우리는 생각했습니다. '아, 바로 그거야, 그래' 사실 그가 우리보다 더 나은 박자를 찾았다는 데 조금 부끄럼을 느꼈습니다."

## 참여 인원
- 존 레논 - 리듬 기타, 하모니카, 리드 보컬
- 폴 매카트니 - 베이스 기타, 백 보컬
- 조지 해리슨 - 리드 기타, 백 보컬
- 링고 스타 - 드럼

노먼 스미스가 엔지니어로 참여
이언 맥도널드 제공

## 차트와 판매량
| 차트 (1963–64)                 | 최고 순위 |
| ------------------------------ | --------- |
| 호주 (KMR)                     | 36        |
| 아일랜드 (IRMA)                | 10        |
| 영국 싱글 (오피셜 차트 컴퍼니) | 2         |
| 미국 빌보드 핫 100             | 3         |
| 미국 캐쉬박스 톱 100           | 3         |
| 서독 미디어 컨트롤             | 20        |
| WLS-AM survey (시카고)         | 2         |

| 차트 (1964)          | 순위 |
| -------------------- | ---- |
| 미국 빌보드 핫 100   | 16   |
| 미국 캐쉬박스 톱 100 | 37   |

| 국가                               | 인증     | 판매량/출하량 |
| ---------------------------------- | -------- | ------------- |
| 미국 (RIAA)                        | 플래티넘 | 1,000,000     |
| 판매량+스트리밍을 기반으로 한 인증 |          |               |

## 참고 문헌
- The Beatles (2000). 《The Beatles Anthology》. London: Cassell & Co. ISBN 0-304-35605-0.
- Coleman, Ray (1990). 《Brian Epstein: The Man Who Made the Beatles》. London: Penguin. ISBN 978-0-14-009740-5.
- Emerick, Geoff (2006). 《Here, There, and Everywhere: My Life Recording the Music of the Beatles》. New York: Penguin. ISBN 1-59240-179-1.
- Harry, Bill (1992). 《The Ultimate Beatles Encyclopedia》. London: Virgin Books. ISBN 0-86369-681-3.
- Lewisohn, Mark (1988). 《The Complete Beatles Recording Sessions》. London: Hamlyn. ISBN 0-600-55798-7.
- MacDonald, Ian (2005). 《Revolution in the Head: The Beatles' Records and the Sixties》 Seco Revis판. London: Pimlico (Rand). ISBN 1-84413-828-3.
- Miles, Barry (1997). 《Paul McCartney: Many Years From Now》. New York: Henry Holt & Company. ISBN 0-8050-5249-6.
- Norman, Philip (1993). 《Shout!》. London: Penguin Books. ISBN 0-14-017410-9.
- Riley, Tim (1989). 《Tell Me Why》. Vintage Books.
- Spizer, Bruce (1998). 《Songs, Pictures and Stories of the Fabulous Beatles Records on Vee-Jay》. New Orleans: 498 Productions. ISBN 0-9662649-0-8.
- Spizer, Bruce (2004). 《The Beatles Are Coming! The Birth of Beatlemania in America》. New Orleans: 498 Productions. ISBN 0-9662649-9-1.
- “WLS Silver Dollar Survey”. 《Oldiesloon》. 1963년 3월 15일. 2007년 9월 30일에 원본 문서에서 보존된 문서. 2007년 5월 24일에 확인함.
- 비틀즈. 《The Beatles Anthology》 [비틀즈 앤솔로지]. 오픈하우스. ISBN 978-89-93824-44-5. 2016년 11월 23일에 원본 문서에서 보존된 문서. 2016년 12월 7일에 확인함.
- 브라이언, 사우널 (2014). 《The Beatles in 100 Objects》 [비틀즈 100]. 아트북스. ISBN 978-89-6196-172-1. 2017년 4월 25일에 확인함.